# Комерс (Калифорнија)
Комерс (енгл. Commerce) град је у америчкој савезној држави Калифорнија. По попису становништва из 2010. у њему је живело 12.823 становника.

## Демографија
Према попису становништва из 2010. у граду је живело 12.823 становника, што је 255 (2,0%) становника више него 2000. године.
| Група             | 2000.          | 2010.          |
| Белци             | 519 (4,1%)     | 402 (3,1%)     |
| Афроамериканци    | 98 (0,8%)      | 96 (0,7%)      |
| Азијати           | 136 (1,1%)     | 140 (1,1%)     |
| Хиспаноамериканци | 11.765 (93,6%) | 12.114 (94,5%) |
| Укупно            | 12.568         | 12.823         |